# Biskupi Karagandy
Biskupi Karagandy – biskupi diecezjalni i biskupi pomocniczy diecezji Karaganda.

## Biskupi

### Biskupi diecezjalni
| Lata urzędowania | Biskup | Biskup              | Uwagi                                      |
| ---------------- | ------ | ------------------- | ------------------------------------------ |
| 1999–2011        |        | Jan Paweł Lenga MIC |                                            |
| 2011–2014        |        | Janusz Kaleta       | następnie przeniesiony do stanu świeckiego |
| od 2015          |        | Adelio Dell’Oro     |                                            |

### Biskupi pomocniczy
| Lata urzędowania | Biskup | Biskup                   | Uwagi                              |
| ---------------- | ------ | ------------------------ | ---------------------------------- |
| 2006–2011        |        | Athanasius Schneider ORC | następnie biskup pomocniczy Astany |
| od 2021          |        | Jewgienij Zinkowskij     |                                    |